# Süleyman Soylu
Süleyman Soylu (Estambul, Turquía; 21 de noviembre de 1969) es un político turco que se desempeña como ministro del Interior de Turquía desde el 31 de agosto de 2016. Es además el vicepresidente del Partido de la Justicia y el Desarrollo. Anteriormente se desempeñó como ministro de Trabajo y Seguridad Social desde noviembre de 2015 hasta agosto de 2016, y como líder del Partido Demócrata (DP).
Soylu fue nombrado ministro del Interior tras la repentina dimisión de Efkan Ala, comentando que su nombramiento "también fue una sorpresa" para él.
Soylu era conocido por su estilo divisivo, a menudo acusando a la oposición de "ponerse del lado de los terroristas" e imponer medidas restrictivas en los municipios controlados por la oposición. Su reelección como ministro del Interior después de la victoria electoral de Erdoğan en 2018 fue protestada por los partidos de la oposición, cuyos parlamentarios le dieron la espalda cuando Soylu prestó juramento en el Parlamento. Removió de sus puestos a un gran número de alcaldes del Partido Democrático de los Pueblos (HDP) debido a su supuesta afiliación con el Partido de los Trabajadores de Kurdistán (PKK), por lo que recibió respuestas positivas aunque silenciosas de algunos políticos nacionalistas de la oposición.

## Biografía
Süleyman Soylu nació en Estambul el 21 de noviembre de 1969. Se graduó de la Facultad de Administración de la Universidad de Estambul. Comenzó su carrera empresarial en la Bolsa de Valores de Estambul en 1990.

## Carrera política

### Partido Demócrata
Comenzó en política en la rama juvenil del Partido Demócrata de Turquía (DP) en 1987. Allí, llegó a ser miembro de la junta directiva y presidente de la organización.
En 1995, fue elegido miembro de la junta directiva de la sucursal de Gaziosmanpaşa y, con el congreso celebrado el 17 de julio de 1995, fue elegido presidente del distrito a la edad de 25 años. El 18 de abril de 1999, anunció su candidatura a la alcaldía del municipio de Gaziosmanpaşa, distrito de Estambul.
Se convirtió en presidente del DP Estambul el 29 de abril de 1999, lo que lo convirtió en el presidente más joven de Turquía en ese momento. Renunció a la presidencia, que duró 3 años y medio, para presentarse a las elecciones del Parlamento de Turquía en 2002. Süleyman Soylu fue elegido como líder del partido en el IV Congreso Extraordinario del Partido Demócrata el 6 de enero de 2008. Después de ser reelegido como líder en el 9º Congreso Estatutario el 15 de noviembre de 2008, dirigió su partido de cara a las elecciones locales del 29 de marzo de 2009. El 16 de mayo de 2009, en el congreso que tuvo lugar según su voluntad, terminó su liderazgo partidario.
Posteriormente, participó en múltiples conferencias y paneles invitado por varias universidades y sociedades civiles de todo el país.
Soylu se dio cuenta de la importancia vital del paquete de cambio de constitución, que fue sujeto a referéndum el 12 de septiembre de 2010, para la transición y democratización de Turquía. Organizó una serie de seminarios con el título de "Reuniones de democracia", y junto con sus amigos recorrió por toda Turquía, presentando sus motivos para votar "sí" al referéndum. A raíz de estas actividades, fue expulsado de su partido.

### Partido de la Justicia y el Desarrollo (AKP)
Soylu se unió al AKP el 5 de septiembre de 2012, luego de ser invitado por Recep Tayyip Erdoğan quien entonces era presidente y primer ministro del AKP. El 30 de septiembre de 2012, con el IV Congreso General Estatutario del AKP, fue elegido para integrar la Junta Central de Ejecutivos y se convirtió en Vicepresidente responsable del Departamento de Investigación y Desarrollo.
Se desempeñó como ministro de Trabajo y Seguridad Social en el tercer gabinete de Davutoğlu (24 de noviembre de 2015 - 24 de mayo de 2016) y en el gabinete de Binali Yıldırım hasta el 31 de agosto de 2016. El entonces primer ministro Yıldırım inesperadamente lo nombró ministro del Interior después de haber despedido a Efkan Ala.

#### Renuncia al ministerio
El 10 de abril de 2020, el gobierno turco anunció un toque de queda de 48 horas en 31 ciudades debido a la pandemia de coronavirus. La medida se dio a conocer aproximadamente 2 o 3 horas antes del inicio del toque de queda lo cual provocó una oleada de compras de pánico. El 12 de abril de 2020, Soylu anunció su renuncia, diciendo que él fue el responsable de ese caos. Sin embargo, el presidente Erdoğan rechazó su renuncia. Antes del rechazo de Erdoğan, el hashtag "No aceptamos la renuncia", #İstifayıKabulEtmiyoruz, se convirtió rápidamente en una de las principales tendencias en Twitter luego de la renuncia de Soylu, un favorito entre los partidarios del AKP.